# Jonas Hambraeus
Jonas Hambræus, född 1588 i Hamre by i Bollnäs socken, död 1671 i Paris, var en svensk orientalist.
Hambræus inskrevs 1608 som student vid Uppsala universitet,
begav sig 1611 till Greifswald och blev där promoverad 1615, men återvände till Uppsala, där han 1616 förvånade den lärda världen genom en avskedsskrift på hebreisk, kaldeisk, syrisk,
grekisk och latinsk vers. Under den följande tiden vistades han ömsevis i Uppsala (som lärare för landshövdingen Broder Rålambs två söner)
och vid nordtyska universitet samt en tid även vid högskolan i Leiden.
Efter ytterligare resor i Frankrike och Italien med den unge Erik Rålamb
utnämndes han 1626 till svensk legationspredikant vid det nyinrättade lutherska kapellet i Paris. Hans ovanliga insikter i de orientaliska språken förskaffade honom en extraordinarie professur i orientalisk litteratur vid universitetet i Paris och anställning som medarbetare i den polyglottbibelupplaga, vilken 1633–45
redigerades av parlamentsadvokaten de Jay. Dels som medarbetare i detta arbete, dels som biktfader åt åtskilliga förnäma protestantiska herrar i Frankrike lyckades han förvärva sig en inte obetydlig förmögenhet, vilken han använde till understöd åt fattiga svenskar, som studerade i Paris. Genom sin storartade hjälpsamhet råkade han emellertid inom kort i ekonomiskt betryck och blev 1658 häktad för gäld. Tretton år skall han ha tillbragt i fängelse och frigavs, såsom det uppges, genom Karl XI:s bemedling kort före sin död.
Hambræus har efterlämnat ett antal lärda arbeten på de orientaliska språkens område, bl. a. Disputatio de accentibus hebraicis
(1616), Institutio hebraica compendiosa (1618), ävensom översättningar, såsom av Erasmus av Rotterdams Liber aureus de civilitate morum puerilium (1620),
Messenius Specula, thet är Sweriges rijkes skådhetorn under titeln Eschauguette
(1655) med flera. Dessutom utgav han i Paris
(1662-65) åtskilliga numera mycket sällsynta relationer och klagoskrifter med anledning av det ekonomiska trångmål, vari hans hjälpsamhet mot några svenska adelsmän försatt honom.